# مناطق الفلبين

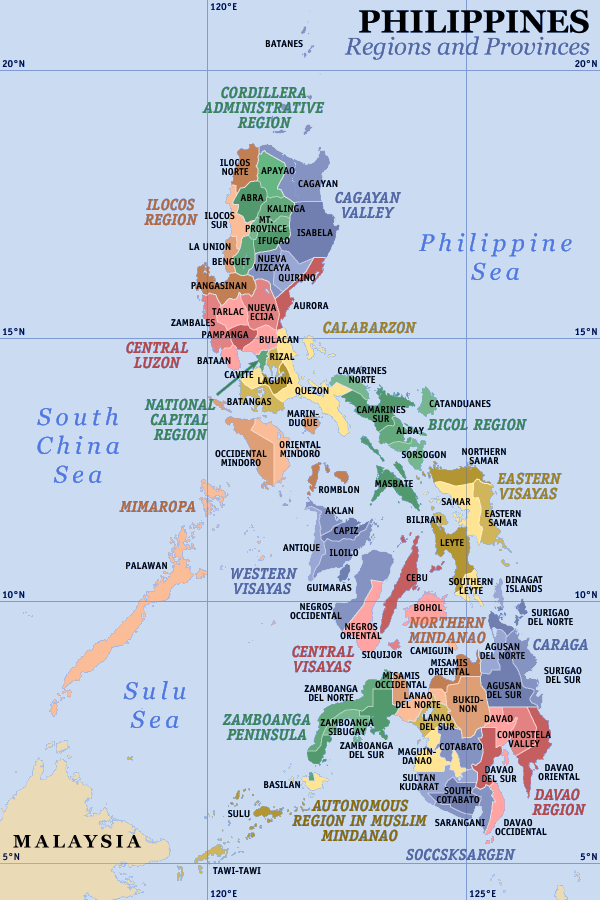
خريطة الفلبين تبين المناطق والمحافظات المكونة لها

تتألف الفلبين من 3 مناطق:
- لوسون (مجموعة الجزر الشمالية)
- بيسايا (مجموعة الجزر الوسطى)
- منداناو (مجموعة الجزر الجنوبية)

## المقاطعات

### لوسون
- إلوكوس (المنطقة الأولى)
- كاغايان ادي (المنطقة الثانية)
- لوزون الوسطي (المنطقة الثالثة)
- كالابارزون (المنطقة الرابعة-أ)
- ميماروبا (المنطقة الرابعة-ب)
- جزيرة بيكول (المنطقة الخامسة)
- كورديليرا (المنطقة الإدارية)
- مترو مانيلا (العاصمة الوطنية)

### بيسايا
- فيساياس الغربية (المنطقة السادسة)
- فيساياس الوسطي (المنطقة السابعة)
- فيساياس الشرقية (المنطقة الثامنة)

### منداناو
- جزيرة زامبوانغا (المنطقة التاسعة)
- مينداناو الشمالية (المنطقة العاشرة)
- المراسلين (المنطقة الحادية عشرة)
- سوكسكسارغن (المنطقة الثانية عشرة)
- كاراغا (المنطقة الثالثة عشر)
- منطقة بانجسامورو ذاتية الحكم في مسلمي مينداناو (المنطقة الرابعة عشر)